# Laroá (Ginzo de Limia)
Laroá (llamada oficialmente Santa María de Laroá) es una parroquia y un lugar del municipio español de Ginzo de Limia, en la provincia de Orense, Galicia.

## Geografía
El pueblo de Laroá está asentado en la ladera este de un pequeño montículo que se irgue a sus espaldas, pero con sus casas orientadas para captar las máximas horas de sol. La carretera que comunica Ginzo de Limia con la frontera portuguesa lo separa de una gran llanura que se extiende a sus pies y que alberga dentro de sí unos terrenos de enorme fertilidad, teniendo como principal cultivo la patata. La gran riqueza de estas tierras se ve favorecida por el agua del río Nocedo que lo atraviesa de norte a sur. Además de la agricultura, en el pasado era una región eminentemente ganadera. Abundaba el ganado vacuno ya que, al mismo tiempo, era el principal animal de laboreo de la tierra.

## Historia
Hasta la década de 1920, la parroquia perteneció al municipio de Moreiras, que se incorporó al de Ginzo de Limia.

## Organización territorial
La parroquia está formada por dos entidades de población:
- Las Fiestras  (Fiestras)(As Fiestras)
- Laroá

## Demografía

### Parroquia
| Gráfica de evolución demográfica de Laroá (parroquia) entre 2000 y 2022 |
|                                                                         |
| Datos según el nomenclátor publicado por el INE.                        |

### Lugar
| Gráfica de evolución demográfica de Laroá (lugar) entre 2000 y 2022 |
|                                                                     |
| Datos según el nomenclátor publicado por el INE.                    |

## Economía
En la actualidad, debido a la mecanización del campo, la población se encuentra en retroceso; ya que generó la emigración de la población más joven en busca de empleo. Este proceso genera un envejecimiento constante de la población, a la par que aumenta la producción agrícola y ganadera.

## Patrimonio
La iglesia de la parroquia se encuentra en el punto más alto del pueblo de Laroá, desde donde se puede ver todo el ámbito parroquial. A su vez, en Fiestras hay una capilla dedicada a su patrona, Santa Marta.

## Festividades
El día 3 de febrero se celebra la fiesta del santo patrón, San Blas con gran repercusión en la comarca. Esta fecha coincide con el retorno anual de las cigüenas a la localidad.